# Канген
Канген (寛元) је јапанска ера (ненко) која је настала послеНинџи и пре Хоџи ере. Временски је трајала од фебруара 1243. до фебруара 1247. године и припадала је Камакура периоду. Владајући монарх био је цар Го-Сага.

## Важнији догађаји Канген ере
- 1244. (Канген 2): Током пролећа десио се велики број необичних феномена на небу изнад Камакуре што је веома забринуло шогуна Куџо Јорицунеа.[3]
- 1244. (Канген 2, четврти месец): Јорицунеовом сину, Јорицугеу, у шестој години живота организују прославу преласка из детињства у одрасло доба. Истог месеца Јорицуне моли цара Го-Сагу да дозволи да титулу шогуна наследи његов син, што цар услишава.[3]
- 11. септембар 1245. (Канген 3, седми месец): Јошицуне брије главу и постаје будистички монах.[3]
- 1246. (Канген 4, седми месец): Јорицунеовог сина, седмогодишњег шогуна, жене сестром Хоџо Цунетокија.[3]
- 1246. (Канген 4): После четири године владавине цар Го-Сага абдицира и трон наслеђује нови цар Го-Фукакуса.[4]